# Mariniersmuseum
Het Mariniersmuseum is een museum dat handelt over het ontstaan en de geschiedenis van het Korps Mariniers. Het museum is sinds december 1995 gevestigd aan de Wijnhaven in de Zuid-Hollandse stad Rotterdam en is organisatorisch ondergebracht in de Stichting Koninklijke Defensiemusea (SKD). 

## Geschiedenis
De eerste aanzet voor het museum werd gegeven toen in 1938 werd begonnen met de aanleg van een collectie historische voorwerpen met betrekking tot het Korps Mariniers. Bij het bombardement door Duitse vliegtuigen op 12 mei 1940 van de toenmalige Marinierskazerne aan het Oostplein te Rotterdam ging alles verloren. In 1980 ontstond het huidige Mariniersmuseum, tot 1995 gevestigd in het Hulstkamp-gebouw aan de Maaskade in Rotterdam. Op 10 december 1995 werd het museum feestelijk heropend door Z.K.H. Prins Bernhard aan de Wijnhaven, een plek van grote symbolische betekenis voor het Korps. Hier vochten de mariniers immers in mei 1940 tegen de Duitse tegenstander. Het museum is nu ondergebracht in vier historische panden, 18e-eeuwse koopmanshuizen, die steen voor steen werden herbouwd na de afbraak voor de spoortunnel.

## Collectie
Het Mariniersmuseum bezit een diverse collectie met betrekking tot het Korps Mariniers, bestaande uit onder meer schilderijen, kleding, uitrusting, voertuigen, documenten en foto’s. Aan de hand hiervan wordt een overzicht gegeven van de geschiedenis van het Korps vanaf de oprichting in 1665. Bijzondere aandacht krijgen:
- de Tocht naar Chatham;
- de inzet van de mariniers van de Marinierskazerne van het Oostplein te Rotterdam tijdens de Tweede Wereldoorlog, waar zij verantwoordelijk waren voor de verdediging van de Rotterdamse havens, de Maasbruggen en het vliegveld Waalhaven in Rotterdam. Door het optreden van de mariniers besloten de Duitse invallers tot het bombardement op Rotterdam in 1940;
- de naoorlogse inzet in Nederlands-Indië;
- de recente missies naar Irak en Afghanistan;
- de bijzondere band tussen het Korps Mariniers en de stad Rotterdam.

Van 1995 tot 2003 lag de ondiepwatermijnenveger Hr.Ms. Houtepen aan de kade bij het Mariniersmuseum. Dit was oorspronkelijk de Hr.Ms. Mahu, maar werd in 1995 officieel herdoopt tot Houtepen en heeft daarbij het naambord Houtepen en callsign M882 gekregen. Houtepen was een marinier, terwijl de oorspronkelijke naamgever Sergeant Mahu een (marine)vlieger was. Op 10 september 2003 is het schip door de Koninklijke Marine overgedragen en op 25 oktober 2003 geschonken aan de Stichting Promotie Maritieme Tradities. Het heeft nu een ligplaats gekregen in de Museumhaven Amsterdam op het voormalige NDSM-terrein.